# Pritzerbe
Pritzerbe [pʁɪˈtsɛʁbə] ist ein Ortsteil der Stadt Havelsee im Landkreis Potsdam-Mittelmark im Land Brandenburg und ist Teil des Amtes Beetzsee. 2002 schloss sich Pritzerbe freiwillig mit den Gemeinden Fohrde, Briest und Hohenferchesar zur Stadt Havelsee zusammen, denen sich 2008 das Dorf Marzahne anschloss. Pritzerbe liegt zwischen dem nördlichen Ufer des Pritzerber Sees und der Havel. Die Bundesstraße 102 und die Landesstraße 98 führen durch den Ort.

## Geschichte

### Vorgeschichte

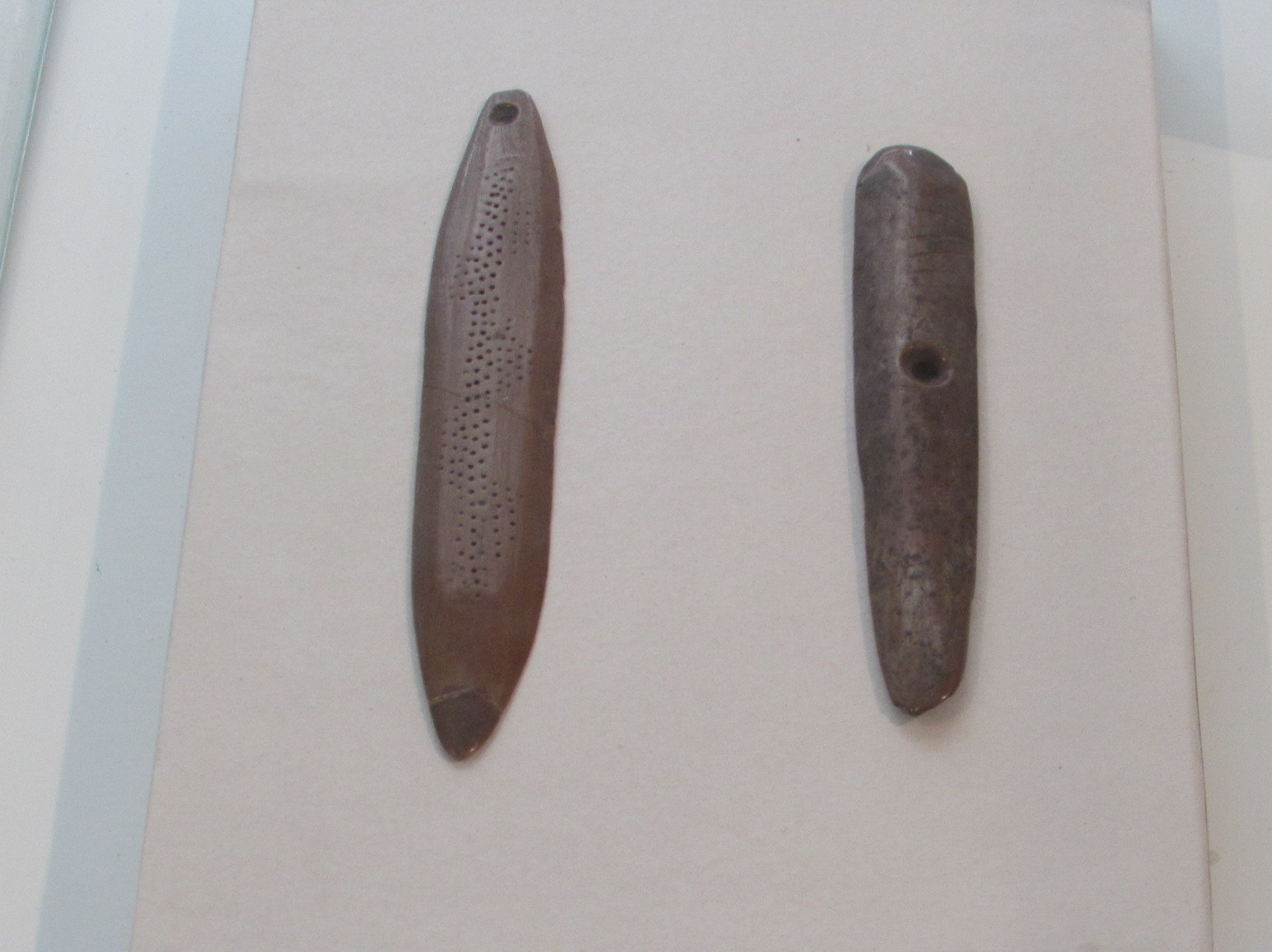
Mittelsteinzeitliches Schwirrgerät, Fundplatz Pritzerbe, Kreismuseum Jerichower Land in Genthin

Bereits in vorgeschichtlicher Zeit war die Gegend Pritzerbes von Menschen bewohnt. Anhand archäologischer Funde konnten Besiedlungen des Raums spätestens seit der mittleren Steinzeit nachgewiesen werden. So wurden im Gebiet des Pritzerber Sees zahlreiche Artefakte aus Knochen und Geweih ausgegraben, die in die jungpaläolithische beziehungsweise mesolithische Zeit datiert werden konnten. Man fand beispielsweise Spitzen, knöcherne Angelhaken und ein Schwirrgerät. Aus der jüngeren Steinzeit liegen aus der Pritzerber Gegend ebenfalls Einzelfunde vor.
Aus der Bronzezeit stammt ein nordöstlich der Stadt entdecktes Hügelgrab. Eisenzeitliche Grabfelder wurden in der Umgebung des Pritzerber Sees gefunden. Ein großer Teil der prähistorischen Funde um Pritzerbe ist im Kreismuseum Jerichower Land in Genthin ausgestellt.
In seinem Werk Germania beschreibt Tacitus die Gegend östlich der Elbe bis an die Oder als Siedlungsgebiet des suebischen Stamms der Semnonen. Bis auf wenige Restgruppen verließen die Semnonen noch vor beziehungsweise spätestens während der Zeit der Völkerwanderung ab dem 3. beziehungsweise 4. Jahrhundert ihr altes Siedlungsgebiet an der Havel in Richtung des Rheins. Ab dem 5. bzw. 6. Jahrhundert kam die germanische Siedlungstätigkeit weitgehend zum Erliegen. Es liegen nur noch wenige archäologische Funde vor. Anfang des 8. Jahrhunderts wanderten Slawen in das nach der Abwanderung der Germanen weitgehend siedlungsleere Gebiet ein. Reste germanischer Bevölkerung gingen in der slawischen Mehrheitsbevölkerung auf.

### Mittelalter
Nachdem die vorher slawische Burg Brandenburg zwanzig Jahre zuvor von Heinrich I. erobert worden war, errichtete König Otto I. im Jahre 948 das Bistum Brandenburg. In diesem Zusammenhang wurde die ehemalige Stadt Pritzerbe erstmals als civitas Prizervi urkundlich erwähnt. Der spätere Kaiser übertrug dem von ihm neu gegründeten Bistum beziehungsweise dem Fürstentum des Bischofs, dem Hochstift Brandenburg die Orte Pritzerbe und Ziesar mitsamt den umliegenden Ländereien. Es wird angenommen, dass der Name Pritzerbe slawischen Ursprungs ist. Er enthält das polabische Wort cerv, das so viel wie Made oder Wurm bedeutet. Weiterhin soll es die Bedeutung rote Farbe, roter Stoff haben. Da es 983 zu einem Aufstand der Slawen kam, bei dem Brandenburg mitsamt seinen umliegenden Gebieten in die Hände heidnischer Slawen zurückfiel, lebten die Bischöfe formal in kontinuierlicher Besetzung im Exil in Magdeburg als Titularbischöfe, hatten jedoch keine Herrschaft über ihre Gebiete östlich an der Havel. Dieser Zustand bestand fast 200 Jahre, bis 1157 Albrecht der Bär Brandenburg zurückerobern konnte.

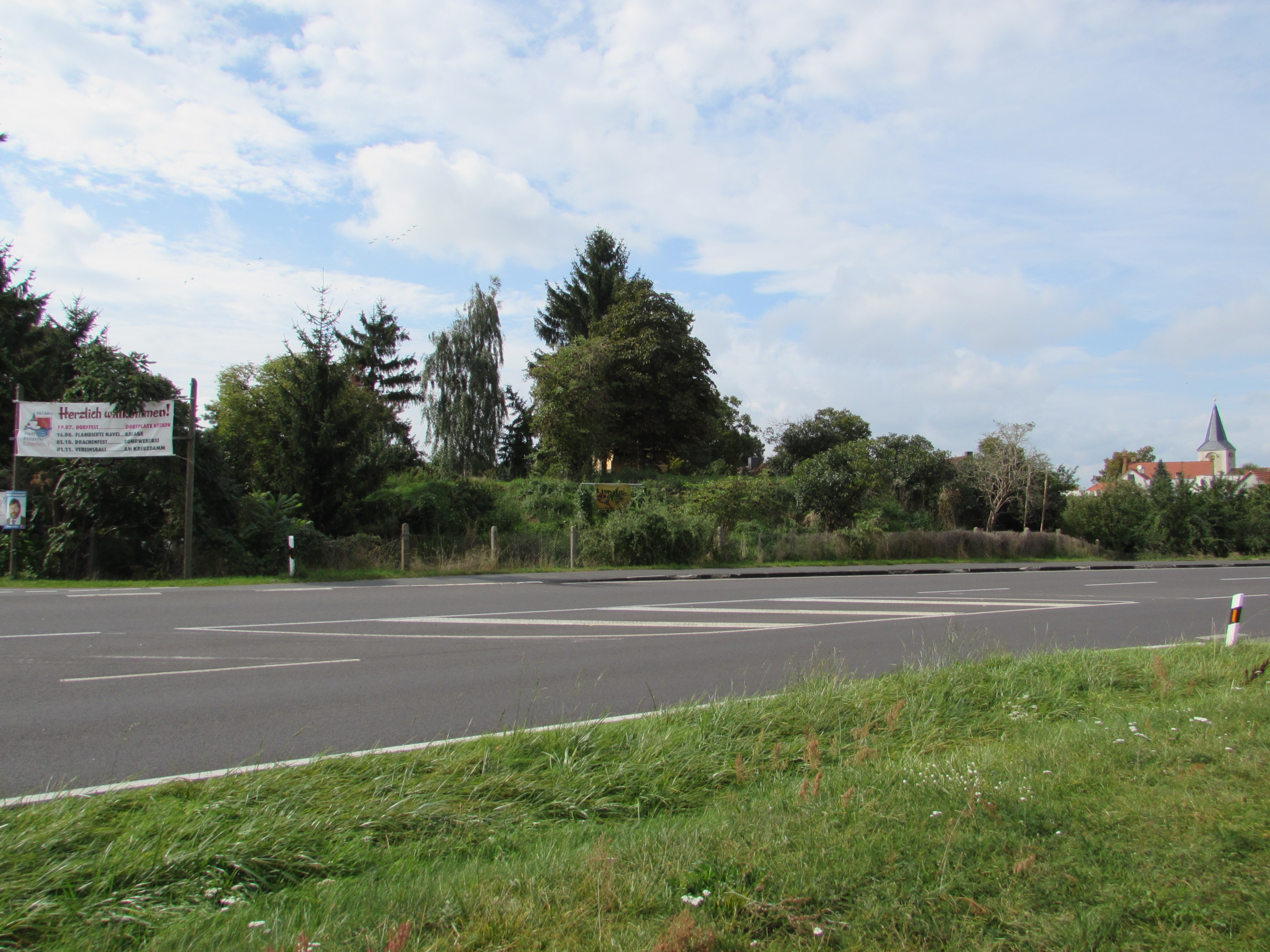
Burgstall der ehemaligen bischöflichen Burg Pritzerbe

So dauerte es bis 1161, bis Pritzerbe wieder Erwähnung fand. Laut einer Urkunde aus dem Jahr 1161 bildete es den Mittelpunkt eines Burgbezirks. Der Bischof von Brandenburg ließ die Burg Pritzerbe zum Schutz des Verkehrs auf der Havel und der am Ostufer verlaufenden Landstraße im Winkel zwischen Fluss und Pritzerber See an Stelle einer vormaligen slawischen Befestigung errichten beziehungsweise ausbauen. Sie war auch Sitz der Verwaltung der umliegenden Güter durch einen Vogt. Vermutlich im Jahre 1207 oder 1208 gab es in Pritzerbe einen ersten Kirchenbau, eine Marienkirche, die bei späteren Bränden jedoch zerstört wurde. Ein in dieser Zeit wiederholt in Urkunden erwähnter Ritter und späterer Domherr Daniel von Mukede übertrug 1225 vier Hufen Land und eine Wiese in Pritzerbe dem Hospital des Doms zu Brandenburg. Ab dem Jahr 1216 bis 1275 war die Stadt und Burg wiederholt Bischofsresidenz. Nachdem im 14. Jahrhundert in Ziesar die Bischofsburg ausgebaut worden war, verlor Pritzerbe die Funktion einer Residenzstadt jedoch wieder.
Das erste überlieferte Hochwasser ereignete sich 1336, nachdem ein Elbdeich bei Jerichow gebrochen war. 1341 wurde erstmals eine Fährverbindung nach Kützkow beschrieben, die jedoch nach den Aufzeichnungen bereits „seit alters“ bestand. Sie sei eine gute Einnahmequelle des Bischofs gewesen. Eine Fährverbindung über den Pritzerber See von Pritzerbe nach Fohrde wurde erstmalig 1828 beantragt. Sie bestand bis zum Brückenbau 1895. Eine wichtige Ernährungsgrundlage blieb der Fischfang. So gab es 1394 in Pritzerbe zehn Fischer, welche die Fischereirechte für die Havel und den See gepachtet hatten. Spätestens seit dem Jahr 1424 war die Stadt auch Marktort. Im späten Mittelalter wurde die Burg aufgelassen.

### Neuzeit
Unter dem brandenburgischen Kurfürsten Joachim II. und seinem Sohn Johann Georg änderten sich die Besitzverhältnisse um Pritzerbe grundlegend. 1539 führte Joachim II. im Kurfürstentum Brandenburg und im Hochstift Brandenburg die Reformation ein. Dessen Sohn Johann Georg wurde 1560 zum Bischof des Bistums und somit zum Fürst des Hochstifts gewählt beziehungsweise ernannt. 1571 fiel schließlich das zuvor teilsouveräne Hochstift Brandenburg an das Kurfürstentum beziehungsweise ging in ihm auf. In der Folge wurde der vorher kirchliche Besitz in und um Pritzerbe dem Landesherrn, dem brandenburgischen Kurfürsten zugeschlagen. Eine letzte Bischofstagung in Pritzerbe fand bereits im Jahr 1548 statt. 1598 zerstörte ein Brand weite Teile der Stadt. Einem weiteren Brand fiel 1689 die gesamte Stadt einschließlich der Kirche zum Opfer. Im Jahr 1711 wurde in Pritzerbe die Akzise, eine Steuer auf Lebens-, Genussmittel und Verbrauchsgüter eingeführt. Um diese einziehen zu können, wurde um die Stadt der Graben mit Brücken ausgebaut und ein Palisadenzaun mit fünf Stadttoren errichtet. An den Stadttoren erfolgte die Besteuerung. Im Jahr 1773 gab es erneut einen Stadtbrand, bei dem unter anderem abermals die Kirche vollständig zerstört wurde. Sie wurde bis 1783 wieder aufgebaut. 1776 wurde die Schifferinnung der Stadt Pritzerbe als Schiffer- und Fischergilde gegründet.
1815 wurde Pritzerbe der neuen preußischen Provinz Brandenburg angegliedert. Provinzgrenze war die Havel. Das westliche Flussufer gehörte bereits zur Provinz Sachsen. Ein Jahr später wurde der Landkreis Westhavelland gegründet, zu dem bis zu seiner Auflösung 1952 auch die Stadt gehörte. Im Jahr 1844 lebten in der Stadt Pritzerbe zwei jüdische Familien, die zur jüdischen Gemeinde der Stadt Brandenburg gehörten. In den 1850er Jahren wurde Pritzerbe für kurze Zeit Kreisstadt im Westhavelland und 1853/54 bekam es ein neues städtisches Volksschulgebäude. 1899 wurde die Pritzerber Schifferfachschule gegründet. Im Jahr 1904 erreichte die Eisenbahn den Ort und Pritzerbe wurde neben Fohrde mit der privaten Brandenburgische Städtebahn, die von Treuenbrietzen über Belzig, Brandenburg, Rathenow nach Neustadt (Dosse) führte, an das deutsche Schienennetz angeschlossen. 1929 endete in Pritzerbe die Zeit des Schiffbaus. Das letzte gebaute Schiff verließ die Werft Paelegrim. Während die Stadt 1933 1.497 Bewohner hatte, stieg diese Zahl bis 1939 auf 1.620 Einwohner. Die größten Zerstörungen im Zweiten Weltkrieg erlitt Pritzerbe kurz vor Kriegsende, als deutsche Truppen die Übergänge über Fluss und See, also die Havelfähre und die beiden Brücken nach Fohrde zerstörten. Im Rahmen der Bodenreform in der Sowjetischen Besatzungszone 1947 wurden 197 Hektar Land in Pritzerbe und Kützkow neu aufgeteilt. Am 1. Juli 1950 wurde Kützkow nach Pritzerbe eingemeindet. 1952 fand in der 1949 gegründeten DDR eine Verwaltungsreform statt. Die Länder wurden aufgelöst und stattdessen Bezirke gegründet. In diesem Zusammenhang war auch eine Umstrukturierung der bestehenden Kreise notwendig geworden. So wurde der Landkreis Westhavelland, zu dem Pritzerbe gehörte, aufgelöst und die Stadt dem neuen Kreis Brandenburg (Land) im Bezirk Potsdam angegliedert. 1953 erfolgte die Kollektivierung in Landwirtschaftlichen Produktionsgenossenschaften (LPG). Mit den politischen Umwälzungen der Jahre 1989 und 1990 kam es wiederum zu Veränderungen. 1990 wurde der Bezirk Potsdam aufgelöst und ging im wiedergegründeten Land Brandenburg auf. Im selben Jahr kam es zur Wiedervereinigung der DDR mit der Bundesrepublik. 1993 wurde der neue Kreis Potsdam-Mittelmark gegründet, in dem der Landkreis Brandenburg aufging. Im Vorfeld der für 2003 geplanten brandenburgischen Gemeindegebietsreform schlossen sich zum 1. Februar 2002 Pritzerbe und die Gemeinden Fohrde, Briest und Hohenferchesar freiwillig zur Stadt Havelsee zusammen und Pritzerbe gab seine Selbstständigkeit auf. Offizieller Termin der Stadtwerdung war der 1. Mai 2002. Havelsee ist Stadt, da das Stadtrecht von Pritzerbe auf die Neugründung überging. Am 1. Januar 2008 kam Marzahne als jüngster Ortsteil zu Havelsee.
| Jahr | Einwohner |
| ---- | --------- |
| 1875 | 2022      |
| 1890 | 2127      |
| 1910 | 1881      |
| 1925 | 1736      |
| 1933 | 1646      |

| Jahr | Einwohner |
| ---- | --------- |
| 1939 | 1793      |
| 1946 | 2221      |
| 1950 | 2132      |
| 1964 | 1565      |
| 1971 | 1504      |

| Jahr | Einwohner |
| ---- | --------- |
| 1981 | 1212      |
| 1985 | 1188      |
| 1989 | 1170      |
| 1990 | 1137      |
| 1991 | 1087      |

| Jahr | Einwohner |
| ---- | --------- |
| 1992 | 1096      |
| 1993 | 1095      |
| 1994 | 1085      |
| 1995 | 1091      |
| 1996 | 1215      |

| Jahr | Einwohner |
| ---- | --------- |
| 1997 | 1295      |
| 1998 | 1316      |
| 1999 | 1320      |
| 2000 | 1336      |
| 2001 | 1279      |

## Sehenswürdigkeiten

### Bauwerke

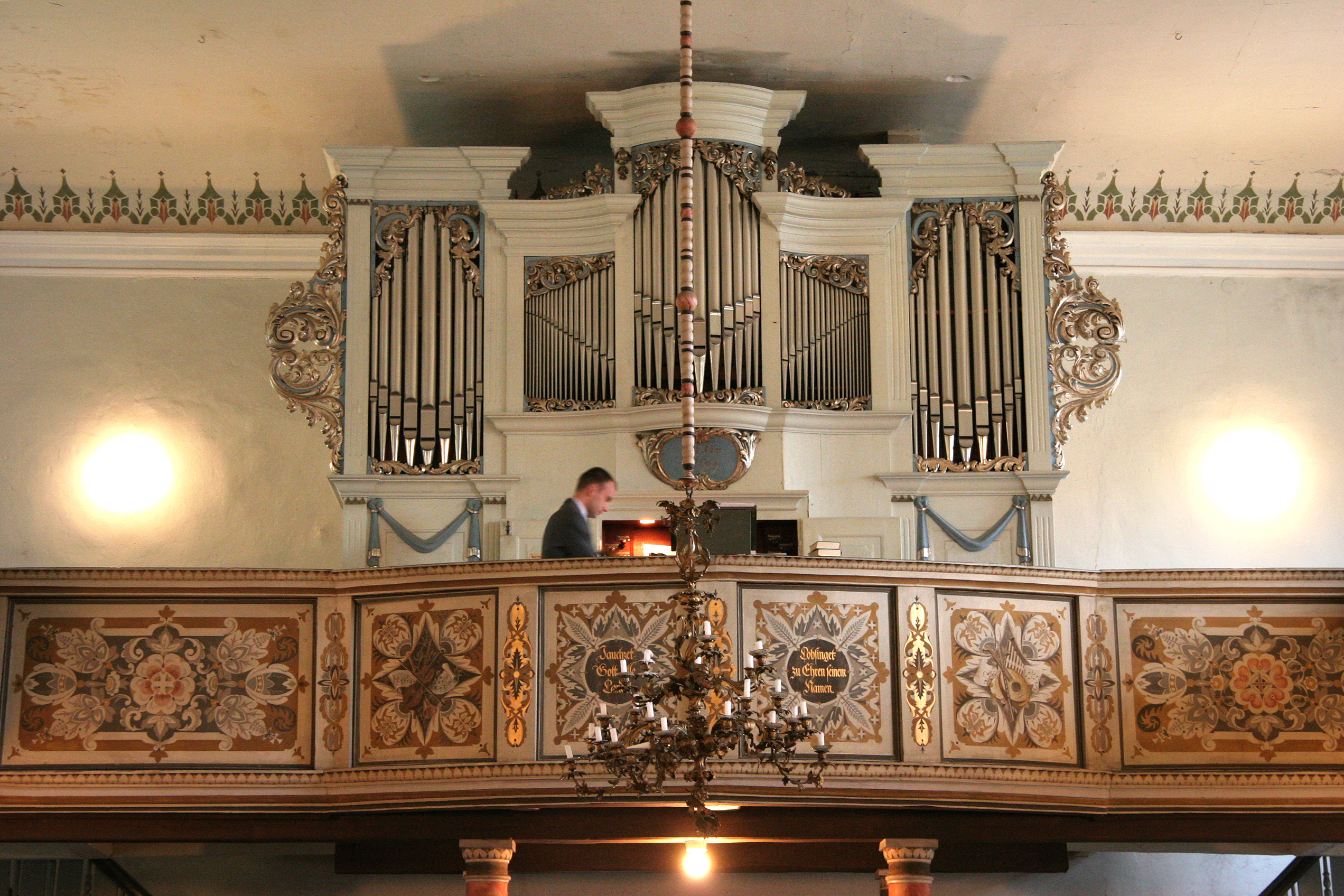
Orgel in der Stadtkirche St. Marien „Unser lieben Frauen“

Sehenswürdigkeiten sind der historische Stadtkern der über eintausend Jahre alten märkischen Kleinstadt mit denkmalgeschützten Gehöften und Häusern (Dammstraße 18, Dammstraße 20, Havelstraße 8 und Mühlenstraße 4) und der nach einem Brand neu aufgebauten und 1783 geweihten Stadtkirche St. Marien „Unser lieben Frauen“, in der sich eine Orgel von Joachim Wagner aus dem Jahr 1737 befindet. Auf dem ebenfalls denkmalgeschützten Pfarrgehöft in der Markstraße 6 wurde 2006 eine etwa zweihundert Jahre alte Fachwerkstallscheune restauriert. Von der bischöflichen Burg Pritzerbe ist heute nur noch ein Burgstall, der spätere Mühlberg, am südlichen Ende zwischen der Bundesstraße 1 und der Havelstraße sichtbar.
Weitere Sehenswürdigkeiten im Ort sind in der Liste der Baudenkmale in Havelsee aufgeführt.

### Museen
Die letzte Rohrweberei Deutschlands arbeitet in Pritzerbe. Sie befindet sich seit 1945 im ehemaligen Schützenhaus der Stadt. In ihr wird auf speziellen Webstühlen an der Havel und den umliegenden Seen geerntetes Schilf zu Schilfrohrmatten und anderen Erzeugnissen gewoben. Im Oktober 2013 wurde in der Rohrweberei ein Museum eröffnet, welches in einer Ausstellung neben den handwerklichen auch heimatkundliche Themen behandelt. Das Museum ist an in der Werkstatt arbeitsfreien Wochenendtagen und unter der Woche ist der Handwerksbetrieb für Besucher geöffnet.
Im Hafen Pritzerbes liegt das Museumsschiff Ilse-Lucie, ein 1927 gebauter Schleppkahn im Groß-Finowmaß. Dieser ehemals im Ort gebauten Schiffen ähnliche Kahn wurde 2011 vom Pritzerber Schifffahrtsverein 1776 erstanden und ausgebaut. Eröffnung des Pritzerber Schifffahrtsmuseum an Bord der Ilse-Lucie, in welchem die Geschichte des örtlichen Schiffbaus und des Reedereibetriebes gezeigt wird, war am 17. Mai 2015.

## Bildungseinrichtungen

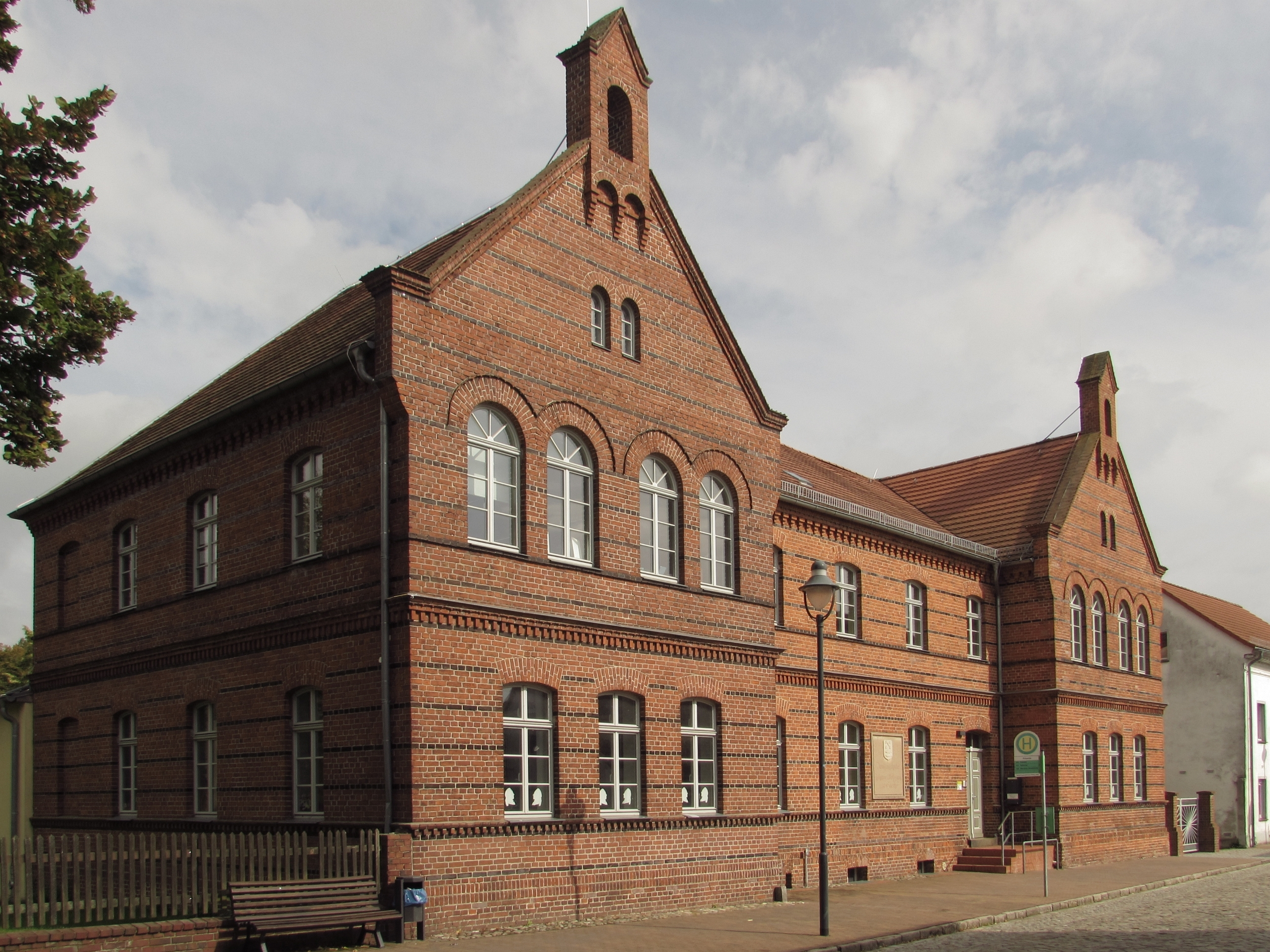
Denkmalgeschütztes Schulgebäude der Grundschule Pritzerbe

Die einzige Schule Pritzerbes ist die Grundschule „Johann Wolfgang von Goethe“ in einem 1853/54 errichteten und denkmalgeschützten Backsteingebäude an der Kirchstraße im Ortsteil Pritzerbe. Dort werden die Schüler der Stadt Havelsee bis zum Ende der sechsten Klasse unterrichtet. Die Pritzerber Schule, die seit dem Jahr 1949 nach Goethe benannt ist, war erst eine Volksschule. Von 1958 bis 1992 war sie zehnjährige Polytechnische Oberschule.

## Havelfähre

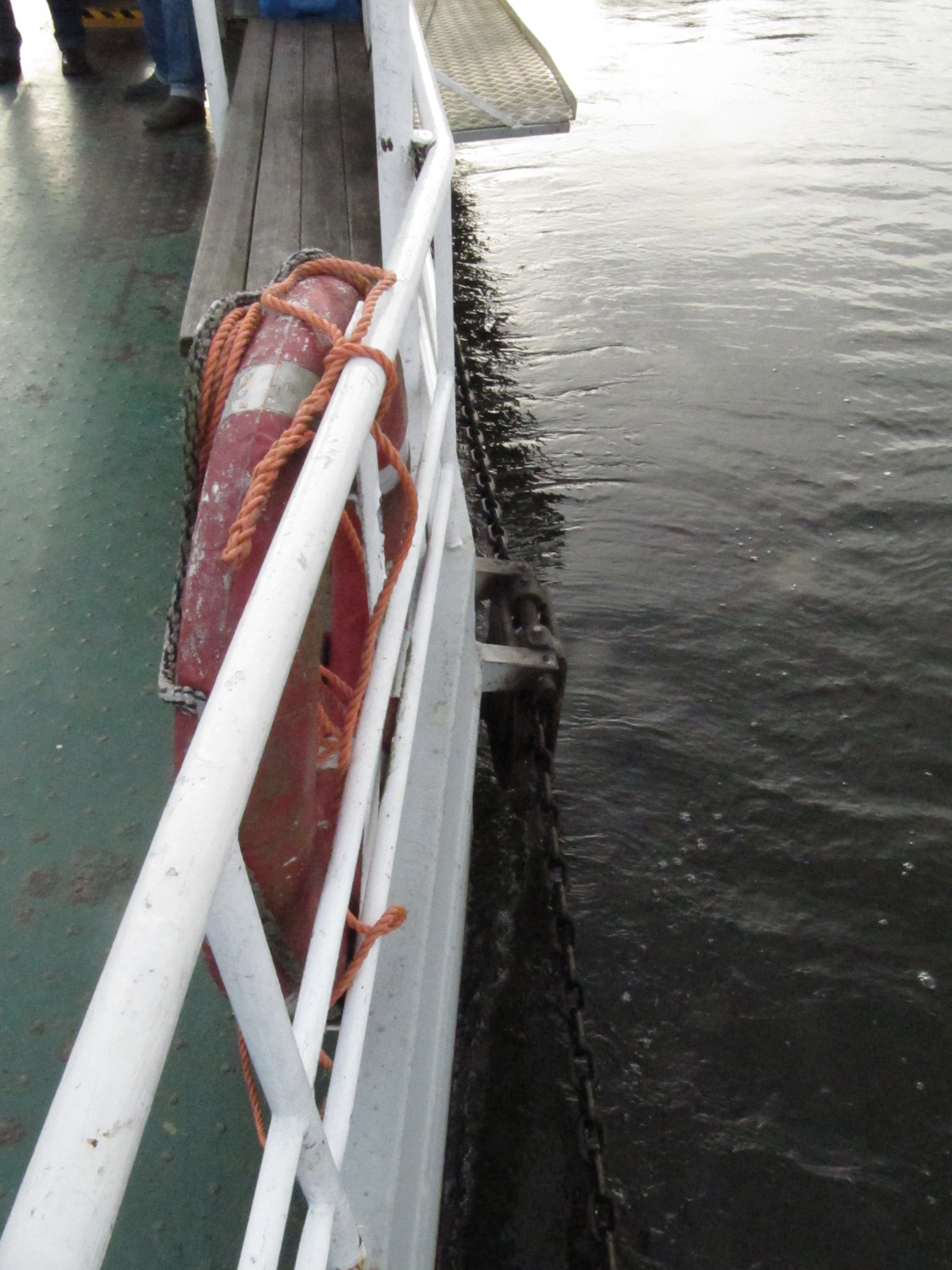
Die Fahrkette zum Antrieb der Fähre Pritzerbe

Zwischen Pritzerbe und dem Gemeindeteil Kützkow verkehrt die nicht frei fahrende Fähre Pritzerbe über die Havel. Eine Fährverbindung an dieser Stelle besteht grundsätzlich schon spätestens seit dem Jahr 1385, als sie das erste Mal urkundlich erwähnt wurde. In den frühen Jahrhunderten wurden die Fährkähne zunächst über die Havel gestakt. Seit dem späten 18. Jahrhundert wurden Besitzerwechsel der Fähre in den Grundbüchern der Stadt vermerkt. So erwarb 1788 der Fährmann Johann Friedrich Hartwig die Rechte an der Fährverbindung von der Königlichen Kriegs- und Domänenkammer zu Magdeburg. Durch Erbschaften kamen diese Rechte 1818 an den Kaufmann August Wilhelm Friedrich Hartwig und 1834 an dessen Witwe Caroline Friederike, geborene Hintze. Sie verkaufte ihre Rechte 1855 an den Kaufmann Wilhelm Gottlieb Robert Hartwig. 1883 genehmigte der Regierungspräsident von Diesberg eine Ketten- beziehungsweise Seilfähre. Für den Betrieb der Fähre an einem Fährseil wurde eine jährliche Anerkennungsgebühr von damals fünf Reichsmark erhoben. Am 27. Dezember 1922 wurde die Fähre an die Rittergutsbesitzer Gustav von Schnehen aus Kützkow und Botho von Knoblauch aus Buschow und an den Kaufmann Friedrich Stimming aus Pritzerbe jeweils zu gleichen Anteilen verkauft. Am 3. Juli 1925 übernahm der Verkehrsverein Pritzerbe-Kützkow e. V. Pritzerbe die Fähre. Am 7. September 1932 wurde die Stadt Pritzerbe Eigentümer.
Zum Ende des Zweiten Weltkriegs wurde die Fähre von deutschen Truppen gesprengt, sodass nach dem Krieg ein neues Fährschiff beschafft werden musste. Pächter waren Wilhelm Schwarz, Fritz Dammasch und Walter Wernsdorf, die im Dreischichtbetrieb arbeiteten. Die neue Fähre wurde an zwei Seilen geführt und mit sogenannten Holzklemmen gezogen. Gegen Ende der 1950er Jahre wurde erstmals eine motorisierte Fähre eingesetzt, die bis 1990 mit einem Einzylinder-Dieselmotor angetrieben wurde. Im Zusammenhang mit einer Erhöhung des Pachtzinses nach der Motorisierung der Fähre wurden die Pachtverhältnisse aufgegeben. Betreiber war zunächst die Stadt Pritzerbe und ist jetzt die Stadt Havelsee. Schwarz und Dammasch gaben den Fährdienst später auf, Walter Wernsdorf arbeitete als Fährmann im Dienste der Stadt Pritzerbe. 1990 wurde die Fähre wieder durch einen Neubau ersetzt, der von einem Dieselmotor angetrieben wird. Dieser Motor wirkt über eine Kupplung auf Kettenräder auf eine lange, quer im Fluss verlegte Kette. Das Fährfahrzeug zieht sich an dieser Kette über die Havel. Ein Drahtseil dient als Führung und Sicherung. Gegenwärtig sind vier Fährleute bei der Kommune angestellt. In den Sommermonaten mit dem größten Fahrgastaufkommen werden täglich bis zu 500 Personen und 100 Fahrzeuge übergesetzt.

## Naturräume
Im Norden befindet sich der Erlenbruchwald der Pritzerber Laake, einer eiszeitlichen Schmelzwasserrinne und ein Feuchtgebiet. Die Pritzerber Laake ist heute unter anderem als Naturschutzgebiet ausgewiesen. Weiteres Naturschutzgebiet ist das Naturschutzgebiet Untere Havel Süd. Weiterhin existieren zwei FFH-Gebiete und das SPA-Gebiet beziehungsweise europäische Vogelschutzgebiet Niederung der Unteren Havel. Das gesamte Gebiet Pritzerbes ist Teil des Naturpark Westhavelland und größtenteils im Landschaftsschutzgebietes Westhavelland.